# Ucraina ai Giochi della XXVI Olimpiade
L'Ucraina partecipò ai Giochi della XXVI Olimpiade, svoltisi ad Atlanta, Stati Uniti, dal 19 luglio al 4 agosto 1996, con una delegazione di 231 atleti impegnati in ventuno discipline.

## Risultati

### Pallanuoto
| Atleta | Classifica |                    |
| --- | --- | ------------------ |
| V · D · M Nazionale maschile ucraina di pallanuoto · Giochi olimpici - Atlanta 1996 Andriyev • Horbach • Kebalo • Khalchaytskyi • Kostanda • Kovalenko • Potulnytskyi • Rozhdestvenskyi • Skuratov • Solodun • Stratan • Volodymyrov • Yehorov · CT : | 12° |                    |
| Nazionale maschile ucraina di pallanuoto · Giochi olimpici - Atlanta 1996 | |                    |
| Andriyev • Horbach • Kebalo • Khalchaytskyi • Kostanda • Kovalenko • Potulnytskyi • Rozhdestvenskyi • Skuratov • Solodun • Stratan • Volodymyrov • Yehorov · CT:                                                                                      | Andriyev • Horbach • Kebalo • Khalchaytskyi • Kostanda • Kovalenko • Potulnytskyi • Rozhdestvenskyi • Skuratov • Solodun • Stratan • Volodymyrov • Yehorov · CT: | Ucraina (bandiera) |